# Gehitu
Gehitu es una asociación sin ánimo de lucro de lesbianas, gais, transexuales y bisexuales centrada en el País Vasco, independiente, plural y democrática, inscrita legalmente, que colabora con las instituciones públicas, ONG y otras entidades en la gestión de programas y actividades que tengan como fin conseguir el reconocimiento pleno de los derechos fundamentales a la dignidad, a la igualdad y al libre desarrollo de la sexoafectividad para las personas LGBT, así como el fin de toda discriminación legal y social por razón de la orientación sexual o de identidad transexual.
Nacida en 1997 en San Sebastián es la máxima representante del movimiento asociativo LGTB en la comunidad autónoma del País Vasco.
Gehitu es miembro de la Federación Estatal de Lesbianas, Gais, Transexuales y Bisexuales (FELGTB), de la International Lesbian and Gay Association (ILGA) y del Euskadiko Gazte Kontseilua/Consejo Vasco de la Juventud (EGK), del Consejo de la Mujer del Ayuntamiento de San Sebastián o de ADI (Asociación Deportiva Ibérica). También participa como entidad en la cogestión de la Casa de las Mujeres de Donostia-San Sebastián.

## Significado del nombre y del logo
Gehitu significa «sumarse» en euskera, pero ese nombre constituye también un juego semántico bilingüe, ya que evoca en castellano la palabra «gay» y al pronombre «tu» (inicialmente Gehitu nació como asociación de gais, aunque rápidamente se convirtió en asociación mixta).
Todo ello añadido al hecho de que el logo contiene el símbolo + y un «tu», representa la vocación integradora de las distintas sensibilidades de quienes conformamos el colectivo LGBT, que motivó la creación de Gehitu y que sigue siendo su seña de identidad.

## Estructura y órganos de decisión
Gehitu cuenta con estos órganos de decisión:
- La Comisión Ejecutiva gestiona el día a día de la asociación y actualmente está integrada por 4 personas (cargos: Presidencia, Tesorería, Secretaria y un Vocal).
- La Presidencia pasó de ser paritaria en Gehitu a unipresidencial en 2012. Desde que se fundara en 1997 Gehitu ha elegido cuatro copresidencias y dos presidencias unipersonales. El primer presidente, Íñigo Lamarca, dejó su cargo al ser elegido Ararteko (Defensor del Pueblo Vasco) por el Parlamento Vasco. Desde marzo del 2015 es presidenta de Gehitu Teresa Castro.
- La Asamblea General de Socias y Socios es el máximo órgano de decisión de la asociación, y reúne a las casi 300 personas que son socias de Gehitu.

## Comisiones de Trabajo
Gehitu ha constituido en su seno las siguientes áreas identitarias:
- mujer;
- jóvenes (Gaztegehitu);
- madres y padres de lesbianas, gais, transexuales y bisexuales;
- transexualidad;
- bisexualidad.

Cuenta, asimismo, con otras comisiones de trabajo:
- comisión de Cooperación Internacional;
- VIH-sida;
- educación;
- cooperación transfronteriza;
- revista;
- información y asistencia;
- Premio Sebastiane-Zinemaldia y Sebastiane Latino;
- cultura;
- deportes;
- programa de intervención en centros educativos;
- COFI (Comisión de fiestas).

## Berdindu
Gehitu, desde su creación como asociación, creó y gestionó el servicio InfAsis posteriormente renombrado Berdindu. Ofrece información y asistencia para lesbianas, gais, transexuales y bisexuales, así como para familiares y amigos, a través del teléfono 943 451722, de la dirección infasis@gehitu.org y mediante atención personalizada en su sede central. Berdindu forma parte de Eraberean la red para la igualdad de trato y no discriminación del Gobierno Vasco.

## Ocio y reivindicación

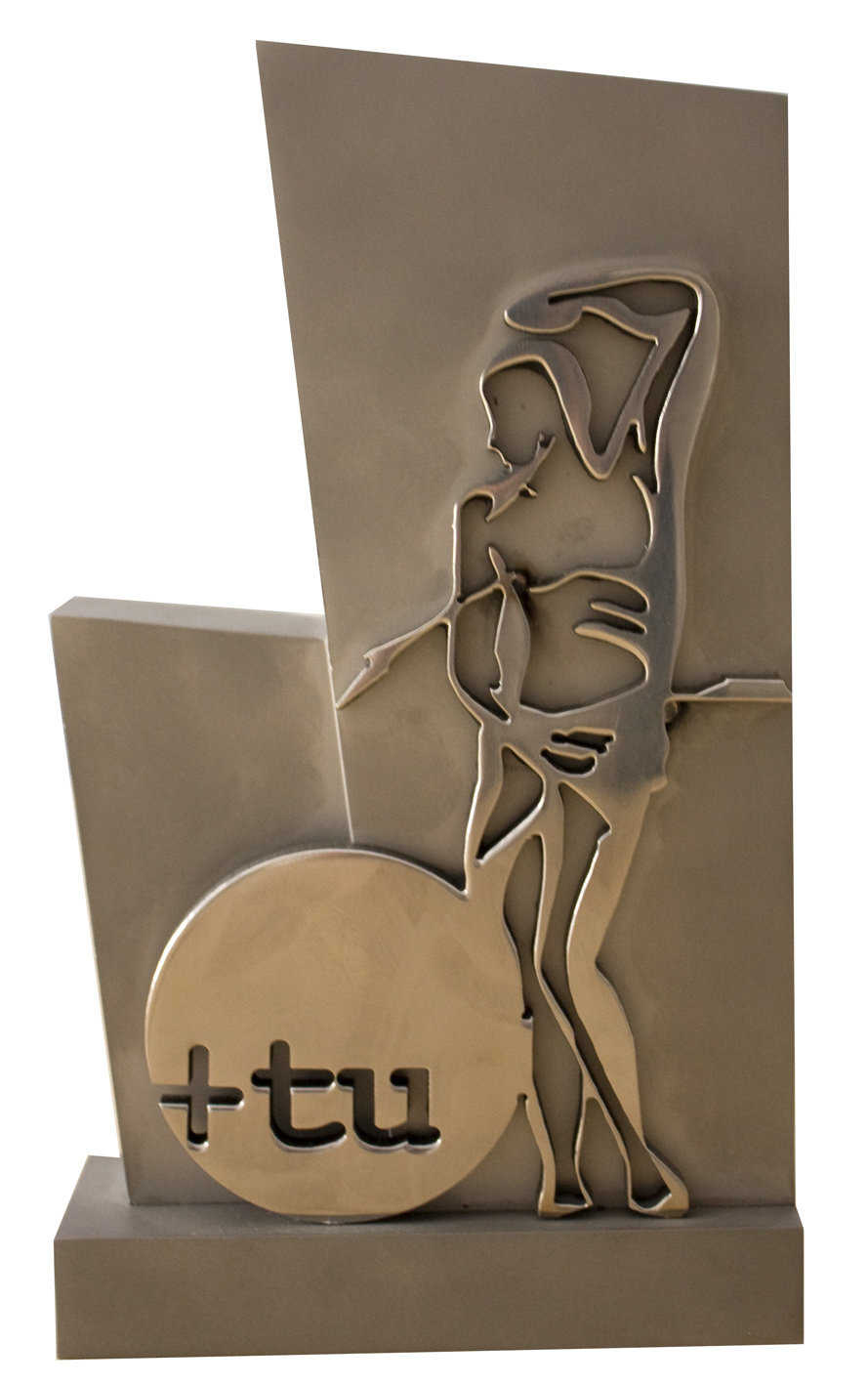
El Premio Sebastiane, que premia las películas de temática LGBT del Festival de Cine de San Sebastián ,es una de las actividades más conocidas de la asociación.

Gehitu cuenta con un grupo federado de montaña (Gehitu Mendi Kirol Elkartea), una agrupación coral (Gehitu Abesbatza), integrada por lesbianas, gais, bisexuales y heterosexuales y un servicio de documentación LGTB.
Gehitu participa activamente de la vida social y cultural de su entorno con diversas actividades. Entre ellas destacan: las Jornadas Temáticas sobre temas LGTB, las dos fiestas que anualmente organiza en San Sebastián con motivo del carnaval y del Festival de Cine / Zinemaldia , que acogen a un público de más de 700 personas en cada una de ellas, y a las que se le suma la de las y los jóvenes LGTB. Salidas de monte y mañananeras, concentraciones de pádel, campeonatos de fútbol, tertulias literarias, proyección de películas de temática LGTB, salidas en bicicleta, piragua o surf. Todas las actividades encaminadas a la socialización y visibilización de las personas LGTB. 

## Gehitu Magazine
Mensualmente edita el Gehitu Magazine, una publicación gratuita realizada por personas voluntarias, que tiene una tirada de 3.000 ejemplares y que se distribuye también en formato digital. Se trata de la única publicación mensual y gratuita de una asociación de estas características en todo el Estado español.
Se distribuye gratuitamente en todas las casas de cultura de Guipúzcoa y Navarra, entre asociaciones LGTB de todo el estado, en ayuntamientos de Guipúzcoa y en más de 100 puntos de San Sebastián y alrededores, incluyendo bibliotecas, campus universitarios, comercios, oficinas de turismo y, por supuesto, entre las más de 300 personas asociadas a Gehitu. 

## Educando en la diversidad
Gehitu ha creado el programa HdH (Hablemos de Homosexualidad / Hitz egin dezagun Homosexualitateaz), que desarrolla desde hace años en los centros escolares vascos, con el que se ha llegado a miles de escolares.
Asimismo su exposición «Homosexuales en la Historia» ha recorrido gran parte de la geografía vasca mostrando los referentes que lesbianas y gais tienen entre los personajes históricos.
Gehitu viene organizando desde noviembre de 2008 la exposición de las fotografías de la retratista francesa Joëlle Dollé, Positiboa ala negatiboa? Uno de los dos es seropositivo, que recoge las fotografías de dos/tres personas, entre las que sabemos que una de ellas es seropositiva, pero no de quién se trata. Gehitu ofrece a los centros escolares la posibilidad de realizar visitas en grupo, para reflexionar con ayuda del personal contratado por Gehitu sobre los procesos sociales de estigmatización.

## Reconocimientos
El Gobierno Vasco reconoció a Gehitu como asociación de utilidad pública en el año 2006.
El Ayuntamiento de San Sebastián le concedió por unanimidad del jurado la Medalla al Mérito Ciudadano en el 2004.
En 2007 recibió de mano de la asociación LGTB Hegoak de Bilbao su Elkartasun Saria.
La Diputación Foral de Guipúzcoa galardonó a Gehitu también por unanimidad del jurado con el 2009 Gipuzkoa Giza Eskubideak Saria/Premio de Derechos Humanos 2009.